# Esvelderbeek
L'Esvelderbeek, également orthographié Esvelder Beek, est un ruisseau néerlandais du Gueldre.
La source du ruisseau est située près de Kootwijkerbroek dans le Gueldre. Pendant une grande partie de son trajet, le ruisseau suit le trajet de la ligne de chemin de fer Amersfoort - Apeldoorn, vers l'ouest. Entre Stoutenburg et Hoevelaken, il se jette dans le Barneveldse Beek.